# Paola Suárez
Paola Suárez, argentinska tenisačica, * 23. junij 1976, Pergamino, Argentina.
Skupno je osvojila osem turnirjev za Grand Slam in eno olimpijsko medaljo. V posamični konkurenci se je na turnirjih za Odprto prvenstvo Francije najdlje uvrstila v polfinale leta 2004, na turnirjih za Odprto prvenstvo Anglije v četrtfinale leta 2004, kot tudi na turnirjih za Odprto prvenstvo ZDA leta 2003, na turnirjih za Odprto prvenstvo Avstralije pa v četrti krog leta 2001. Največje uspehe je dosegala v konkurenci ženskih dvojic, v kateri je štirikrat osvojila Odprto prvenstvo Francije, trikrat Odprto prvenstvo ZDA ter enkrat Odprto prvenstvo Avstralije, še šestkrat se je uvrstila v finale turnirjev za Grand Slam, vselej s partnerico Virginio Ruano Pascual. Na olimpijskih igrah je nastopila štirikrat in leta 2004 osvojila bronasto medaljo v konkurenci ženskih dvojic skupaj s Patricio Tarabini. V konkurenci mešanih dvojic se je po enkrat uvrstila v finale turnirjev za Odprto prvenstvo Francije skupaj z Jaimejem Oncinsom in Odprto prvenstvo Avstralije skupaj z Gastónom Etlisom.

## Finali Grand Slamov

### Ženske dvojice (14)

#### Porazi (6)
| Leto | Turnir                        | Partnerica             | Nasprotnici v finalu           | Rezultat finala  |
| 2000 | Odprto prvenstvo Francije     | Virginia Ruano Pascual | Martina Hingis Mary Pierce     | 6–2, 6–4         |
| 2002 | Odprto prvenstvo Anglije      | Virginia Ruano Pascual | Serena Williams Venus Williams | 6–2, 7–5         |
| 2003 | Odprto prvenstvo Avstralije   | Virginia Ruano Pascual | Serena Williams Venus Williams | 4–6, 6–4, 6–3    |
| 2003 | Odprto prvenstvo Francije (2) | Virginia Ruano Pascual | Kim Clijsters Ai Sugijama      | 6–7(5), 6–2, 9–7 |
| 2003 | Odprto prvenstvo Anglije (2)  | Virginia Ruano Pascual | Kim Clijsters Ai Sugijama      | 6–4, 6–4         |
| 2006 | Odprto prvenstvo Anglije (3)  | Virginia Ruano Pascual | Yan Zi Zheng Jie               | 6–3, 3–6, 6–2    |

### Mešane dvojice (2)

#### Porazi (2)
| Leto | Turnir                      | Partner      | Nasprotnika v finalu                   | Rezultat finala |
| 2001 | Odprto prvenstvo Francije   | Jaime Oncins | Tomás Carbonell Virginia Ruano Pascual | 5–7, 3–6        |
| 2002 | Odprto prvenstvo Avstralije | Gastón Etlis | Daniela Hantuchová Kevin Ullyett       | 3–6, 2–6        |